# Wuerhozaur
Wuerhozaur (Wuerhosaurus) – rodzaj roślinożernego dinozaura z rodziny stegozaurów (Stegosauridae), żyjącego we wczesnej kredzie. Był jednym z ostatnich stegozaurów. Jego skamieniałości odnaleziono w Chinach. 
Wiadomo, że jego kości miednicy, podobnie jak u innych stegozaurów, były zrośnięte, tworząc pojedynczą, płaską oraz szeroką strukturę po obu stronach zadu. Kanał rdzeniowy kręgosłupa u nasady ogona rozszerzał się i być może znajdowały się tam ośrodki nerwowe, które wspomagały utrzymanie oraz manewrowanie ogonem.

## Wuerhosaurus homheni
Wymiary: 7-8 m; ok. 4 t
Występowanie: Chiny – Sinciang-Ujgur i Mongolia Wewnętrzna (formacje: Lianmuging i Ejinhoro); 140-99 milionów lat temu
Holotyp składa się z dwóch kręgów, lewej kości łopatkowo-kruczej, obu kości ramiennych, części kości łokciowej, bloku biodrowo-krzyżowego, kości łonowej, paliczka i dwóch płyt. Paratyp to trzy kręgi ogonowe. Do W. homheni zaliczono też kręg piersiowy IVPP V6879 przypisany poprzednio do Wuerhosaurus ordosensis. Maidment i współpracownicy (2008) byli w stanie zlokalizować jedynie blok biodrowo-krzyżowy, jedną płytę grzbietową, jeden kręg piersiowy i paliczek okazu holotypowego oraz kręg IVPP V6879; nie udało im się natomiast ustalić, gdzie znajduje się reszta holotypu i paratyp. Wuerhosaurus homheni był bardzo bliskim krewnym późnojurajskich, północnoamerykańskich Stegosaurus i Hesperosaurus; został nawet uznany za gatunek tego pierwszego w 2008 roku. 
Pierwotnie zakładano, że W. homheni różnił się od innych stegozaurów kształtem płyt grzbietowych; odkryte płyty miały kształt prostokątny i nieco zaokrąglony, a nie trójkątny, tak jak u innych dinozaurów z jego rodziny (np. stegozaur, kentrozaur). Jednak Maidment, Brassey i Barrett (2015) stwierdzili, że jedyna dostępna do badań płyta okazu holotypowego jest złamana; w związku z tym kształt kompletnych płyt grzbietowych tego dinozaura jest nieznany. Holotyp składa się z 3 kręgów szyjnych, 11 grzbietowych, 5 krzyżowych, 5 ogonowych, żeber piersiowych i krzyżowych i prawej kości biodrowej. Płyta kostna została znaleziona na tym samym stanowisku, gdzie holotyp.
Gatunek ten został uznany za nomen dubium. Nazwa ordosensis pochodzi od miejsca odkrycia szczątków – Ordos.

## Wuerhosaurus ordosensis
Wymiary: 4-5 m; ok. 1,2 t
Występowanie: Chiny - Mongolia Wewnętrzna (formacja Ejinhoro); 140-99 milionów lat temu